# Alexis Cole
Alexis Cole (* 28. Januar 1976 in New York City) ist eine amerikanische Jazzsängerin.

## Leben und Wirken
Cole stammt aus einer Musikerfamilie und wuchs in Südflorida auf, wo sie an der New World School of the Arts in Miami in Musiktheater ausgebildet wurde. Dann studierte sie Jazzgesang an der University of Miami und an der William Paterson University, wo sie 1998 ihren Bachelor of Music erhielt. Nach einer Ausbildung in Mumbai am Jazz India Vocal Institute 1999 arbeitete sie mit ihrem Quartett an Bord eines Kreuzfahrtschiffes. 2006 erhielt sie einen Master of Music vom Queens College.
Ihr Debütalbum Very Early (1999) nahm Cole mit dem Pianisten Harry Pickens auf, ihr zweites Album Nearer the Sun (2004) mit Ben Stivers. Weitere Alben wie Zingaro (2007) erschienen. In Tokyo war sie in der Tableaux Lounge als Sängerin und Pianistin tätig. Zwischen 2009 und 2015 gehörte sie zur U.S. Army, wo sie als Sängerin mit der Jazz Knights Big Band bzw. West Point Band auftrat. Daneben veröffentlichte sie weitere Alben wie A Kiss in the Dark für Chesky Records und gemeinsam mit dem Gitarristen Bucky Pizzarelli A Beautiful Friendship (2015). Auf anderen Alben ist sie mit Fred Hersch, Eric Alexander, Matt Wilson, Don Braden und Pat LaBarbera zu hören.
Außerdem lehrte Cole als Hochschullehrerin sowohl an der State University of New York at Purchase als auch an der William Paterson University. Einen Aufenthalt in Taiwan 2022 nutzte sie, um mit dem Taipeh Jazz Orchestra zu arbeiten (Album 2024). Mit Monika Herzigs Joni-Mitchell-Projekt tourte sie 2023 auch in Europa. Sie trat auch mit den Boston Pops und mit dem Detroit Symphony Orchestra auf.

## Preise und Auszeichnungen
Cole gewann 2003 und 2005 den dritten Platz bei der Shure Montreux Jazz Competition des Montreux Jazz Festival. 2007 war sie die Gewinnerin des Jazzmobile Vocal Contest in New York City. Auch erhielt sie einen Swing Journal Gold Disk Award.

## Diskographische Hinweise
- Zingaro (Canopy Jazz, 2007)
- Someday My Prince Will Come (Venus, 2009)
- The Greatest Gift: Songs of the Season (Motéma, 2009)
- I Carry Your Heart: Alexis Cole Sings Pepper Adams (Motéma, 2012)[3]
- Close Your Eyes (Venus, 2014)
- A Kiss in the Dark (Chesky, 2014)
- Alexis Cole & Bucky Pizzarelli: A Beautiful Friendship (Venus, 2015)
- Dazzling Blue: The Music of Paul Simon (Chesky, 2016)[4]
- Sky Blossom: Songs from My Tour of Duty (Zoho, 2021)[5]